# Arco de Constantino
El Arco de Constantino es un arco triunfal de tres vanos, ubicado en Roma, a poca distancia del Coliseo. Fue erigido en 315 para conmemorar la victoria de Constantino I el Grande en la batalla del Puente Milvio, el 28 de octubre de 312. Su altura es de 21 metros, con  25,9 metros de ancho y 7,4 metros de profundidad. Fue el último arco de triunfo construido en Roma durante la Antigüedad.

## Historia
El arco fue dedicado al Senado y el pueblo romano (según la inscripción, aunque el Emperador puede haberlo "sugerido"),  para conmemorar la victoria de Constantino I contra Majencio; se inauguró en 315 con motivo de los diez años del reinado del emperador; se alzaba entre el Palatino y el Celio, en la Via Triumphalis, el recorrido de los generales que celebraban sus triunfos guerreros.
El arco es uno de los únicos tres que han llegado a nuestros días,  los otros dos son el Arco de Tito (c. 81–90) y el Arco de Septimio Severo (202–203), ambos en el Foro. No es mencionado por las fuentes literarias antiguas y la información que se conoce se debe en gran parte a la larga inscripción dedicatoria.
Aunque la tradición hagiográfica cuenta de la aparición de un signo del dios cristiano durante la batalla, el arco carece de toda referencia a la nueva religión, ya que en el momento de su construcción Constantino no había manifestado su simpatía por el cristianismo, limitándose a confirmar la libertad de culto dictada por Galerio y Licinio. La frase instinctu divinitatis ("por inspiración divina") que aparece en la inscripción, es cuidadosamente neutral. Entre los relieves  hay escenas de sacrificios y bustos de dioses de la religión romana, si bien muchos de estos paneles esculpidos habían sido tomados de un monumento de la época de Marco Aurelio. Contemporáneos de su construcción son los que muestran el sacrificio a Júpiter Capitolino (la más importante ceremonia religiosa que celebraba el emperador), los cuales se exhiben en los Museos Capitolinos.
 Durante la Edad Media, el Arco de Constantino fue incorporado a una de las fortalezas familiares de la antigua Roma. Se restauró por vez primera en el siglo XVIII; las últimas excavaciones se han realizado a finales de los años 1990, justo antes del Gran Jubileo de 2000.

## Descripción general

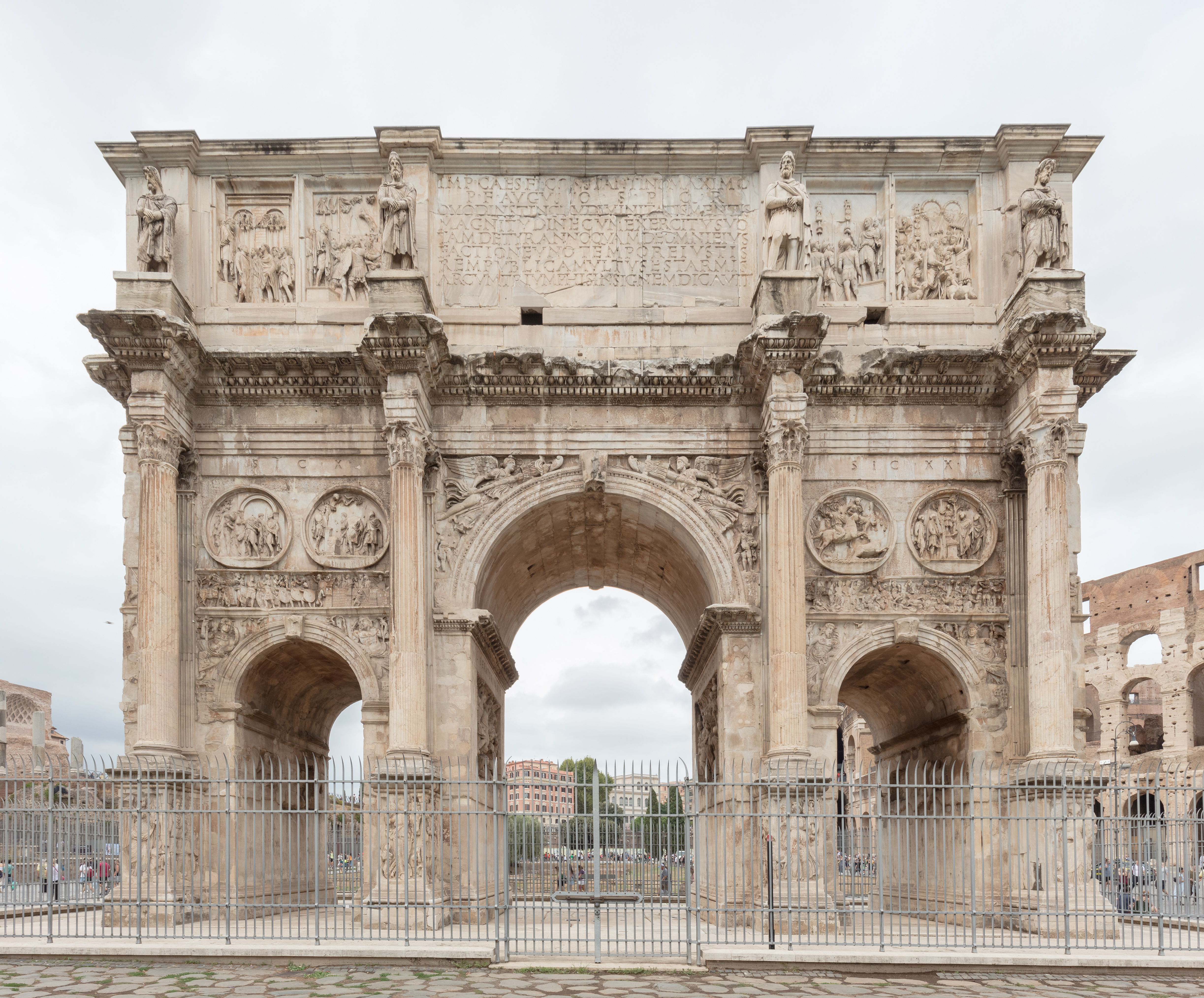
Vista diurna.

El arco mide 21 metros de alto, 25,7 m de ancho y 7,4 m de profundidad. Tiene tres arcos, siendo el central de 11,5 metros de alto y 6,5 de ancho, y los laterales de 7,4 de alto y 3,4 m de ancho cada uno. La parte inferior del monumento está construida con bloques de mármol, mientras que la parte superior (llamada ático) es de ladrillo con remates de mármol. A cierta altura sobre el suelo, en el lado que mira al Palatino, hay una puerta por la cual se accede a una escalera formada en el grosor del arco. El estilo es el imperial romano, ya que extrae la mayoría de los relieves de otras construcciones. Pero también hay un claro ejemplo de transición hacia el estilo medieval. Todo esto se debe al agotamiento de las formas artísticas y la decadencia del Imperio, un Imperio que estaba al borde de su aniquilación parcial (el Imperio de Oriente aguantaría hasta que en 1453 los turcos otomanos entrasen en Constantinopla).
El diseño general con una parte principal estructurada por columnas adosadas y un ático con la principal inscripción encima está realizado según el ejemplo del Arco de Septimio Severo en el Foro Romano. Se ha sugerido que la parte inferior del arco proviene directamente de un monumento anterior, probablemente de los tiempos del emperador Adriano.
El arco cruza la Via Triumphalis, la ruta que tomaban los emperadores cuando entraban en la ciudad en triunfo. Este itinerario comenzaba en el Campo de Marte, pasaba por el Circo Máximo y alrededores de la colina Palatina; inmediatamente después el Arco de Constantino, la procesión giraría a la izquierda en la Meta Sudans y marcharía a lo largo de la Vía Sacra hacia el Foro romano y la colina Capitolina, pasando tanto por el Arco de Tito como por el de Septimio Severo.

## Análisis de la obra

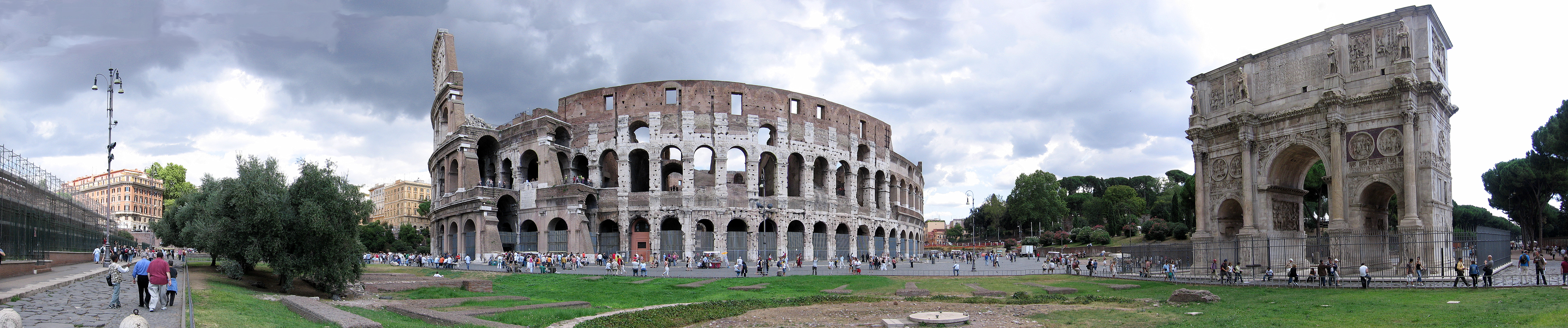
Vista del Coliseo y el arco de Constantino.

Empezando por las columnas corintias de la parte sur y norte, fueron extraídas de un monumento de Domiciano. Los relieves  que hay en las partes izquierda y derecha del ático son de un monumento del foro de Trajano, pero Constantino decidió dividirlo en cuatro partes y colocarlo en la parte Oeste y la parte Este del arco, tanto en el ático como en el vano.
También los ocho tondos que se ubican en la parte sur y norte del arco, son de un monumento de Adriano en los cuales se representan escenas de sacrificio y de caza.
Hay ocho relieves de gran tamaño extraídos de un arco de Marco Aurelio donde se ve a este emperador recibiendo a un jefe bárbaro y dando un discurso a las tropas romanas. En estos relieves se utiliza también la modificación facial para referirse al emperador.
Pero aparte de estas piezas artísticas expoliadas de otros monumentos pertenecientes a diversos emperadores, también hay partes que corresponden a la época de Constantino, como son los dos tondos de las partes oeste y este, los seis frisos que rodean todo el monumento, los 24 relieves que rodean los plintos de los que se erigen las columnas donde se representan escenas alegóricas como victorias, prisioneros bárbaros o legionarios, y por último las Victorias portadoras de trofeos de las enjutas de los arcos. Al contener este arco tantos componentes artísticos, nos vamos a centrar principalmente en los fragmentos de la época de este emperador. En los dos tondos, en la fachada oeste representa al Sol Invictus -o dios Helios- montado en su carro de cuatro caballos conducido por Phosphoros -también conocido como Lucifer-. Y en la zona Este se encuentra la Luna -Selene- descendiendo su carro hacia al mar, representado como un varón.
En los frisos que rodean al arco se pueden ver las diferentes victorias del emperador, como por ejemplo, su victoria en Asia, la cual se representa primero con la partida de Constantino de Milán, escenas de la batalla y finalmente su llegada triunfal. En todas estas representaciones todos los soldados llevan el pileus panonicus -gorro típico de época constantiniana.

## Friso de la parte Oeste: salida a Milán
En el lado sur, encontramos dos relieves, encima de los arcos laterales. La primera escena es el asalto y conquista de Verona. Los soldados van armados y protegidos con escudos y de las murallas de la ciudad que van a sitiar vemos como una figura que se desprende de ellas. En la segunda escena es la Batalla de Puente Milvio.
En el lado este se representa la entrada triunfal de Constantino a Roma tras la victoria en el Puente Milvio.
Por último en la parte norte, está la misma ordenación de las dos escenas sobre los arcos laterales. En primer lugar se representa el discurso triunfal de Constantino, en la rostra del foro junto a los demás oradores. En esta escena podemos ver representados monumentos de otros emperadores, como es el Arco de Septimio Severo a la derecha y la Basílica Julia a la izquierda. En segundo lugar se representa el congiarium presidido por Constantino, -repartición de dinero y comida al pueblo romano-. Esta escena con el emperador sedente y con una notable jerarquización influenció a la iconografía paleocristiana que aparecerá unos años más tarde.
En este arco, en definitiva, es la primera vez que la influencia griega se deja un poco de lado para dar paso al arte romano más expresivo y real, donde hay cabida para la ruptura de formas correctar como las diferentes relaciones de tamaños -esto es muy claro en todas las escenas del friso de Constantino- o el criterio estrictamente lineal de las figuras. Se toma más importancia al significado de la escena representada que a la escena en sí.

## Inscripciones

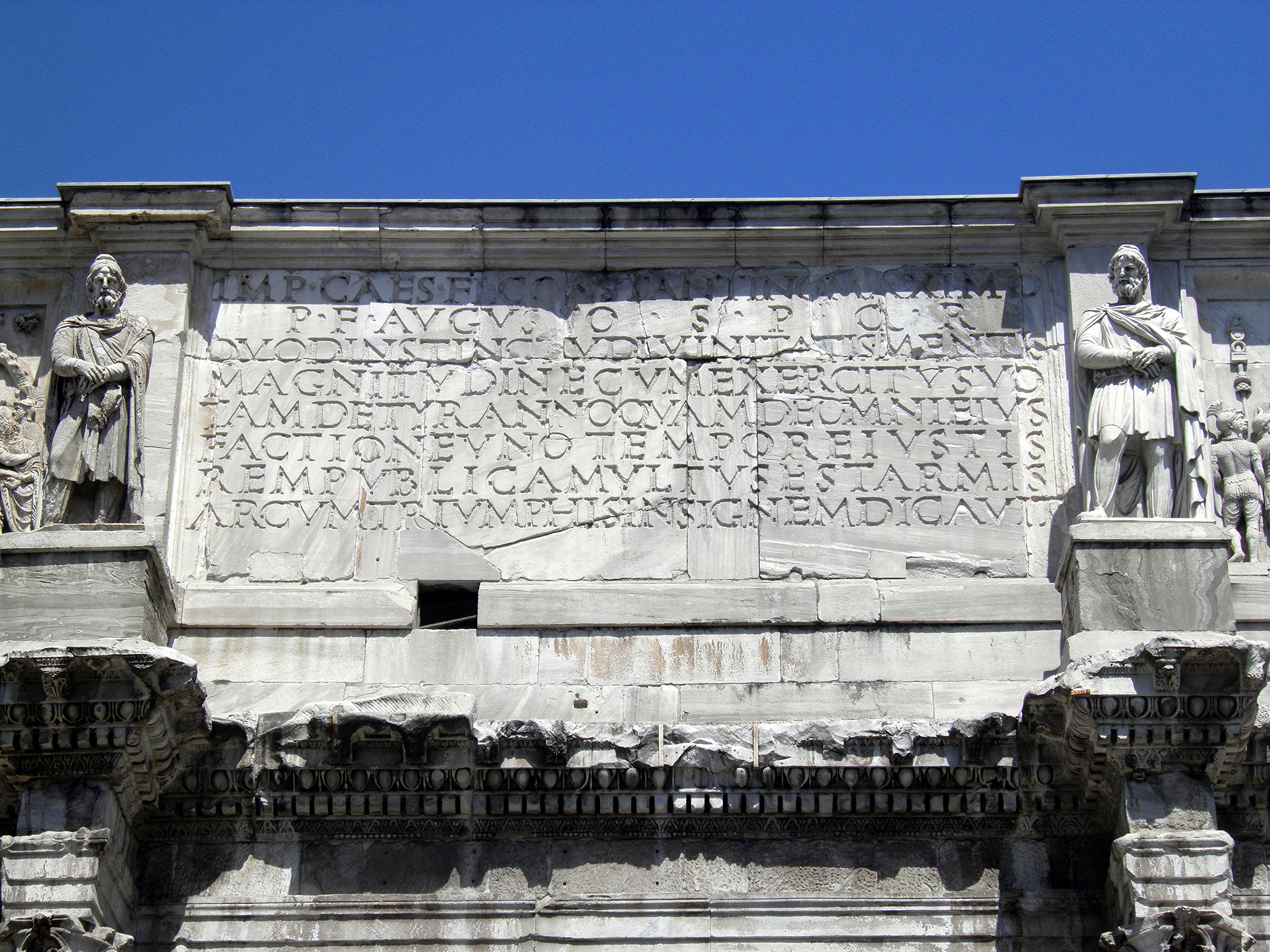
Inscripción principal en la que aparecen las palabras INSTINCTV DIVINITATIS («inspirado por la divinidad») en la tercera línea.

La principal inscripción estaría originalmente en letras de bronce. Aún puede leerse fácilmente, leyéndose en ambos lados:

IMP · CAES · FL · CONSTANTINO · MAXIMO · P · F · AVGVSTO · S · P · Q · R · QVOD · INSTINCTV · DIVINITATIS · MENTIS · MAGNITVDINE · CVM · EXERCITV · SVO · TAM · DE · TYRANNO · QVAM · DE · OMNI · EIVS · FACTIONE · VNO · TEMPORE · IVSTIS · REM-PVBLICAM · VLTVS · EST · ARMIS · ARCVM · TRIVMPHIS · INSIGNEM · DICAVIT
Al Emperador César Flavio Constantino, el más grande, pío y bendito Augusto: porque él, inspirado por la divinidad, y por la grandeza de su mente, ha liberado el estado del tirano y de todos sus seguidores al mismo tiempo, con su ejército y sólo por la fuerza de las armas, el Senado y el Pueblo de Roma le han dedicado este arco, decorado con triunfos.

Las palabras instinctu divinitatis («inspirado por la divinidad») han sido muy comentadas. Se leen normalmente como un signo del cambio en las creencias religiosas de Constantino: la tradición cristiana, especialmente Lactancio y Eusebio de Cesarea, cuentan la historia de una visión de Dios a Constantino durante la campaña, y que él vencería con el signo de la cruz en el puente Milvio. Los documentos oficiales (especialmente monedas) aún muestran de manera destacada al dios solar hasta 324, mientras que Constantino comenzó a apoyar a la iglesia cristiana desde el año 312 en adelante. En estas circunstancias, la vaga expresión de la inscripción puede verse como un intento de contentar a todos los posibles lectores, al ser deliberadamente ambigua, y aceptable tanto por paganos como por Cristianos.
Como de costumbre, el enemigo derrotado no es mencionado en absoluto por su nombre, sino sólo como «el tirano», apuntando a la idea del legítimo derecho de asesinar al gobernante tirano; junto con la imagen de la «guerra justa», sirve como justificación de la guerra civil de Constantino contra su coemperador, Majencio.
Dos inscripciones breves en el interior del arco central portan un mensaje similar: Constantino vino no como conquistador, sino que liberó a Roma de la ocupación:
LIBERATORI VRBIS (Al liberador de la ciudad) — FUNDATORI QVIETIS (Al fundador de la paz)
En cada uno de los arcos menores, las inscripciones dicen:
VOTIS X — VOTIS XX
SIC X — SIC XX
Apuntan a la fecha del arco: «Votos solemnes por el 10.º aniversario - por el 20.º aniversario» y «por el 10.º así como por el 20.º». Ambas se refieren a las decenalia de Constantino, esto es, el décimo aniversario de su reinado (contado desde el año 306), que celebró en Roma en el verano de 315. Puede darse por sentado que el arco honrando su victoria fue inaugurado durante su estancia en la ciudad.

## Galería

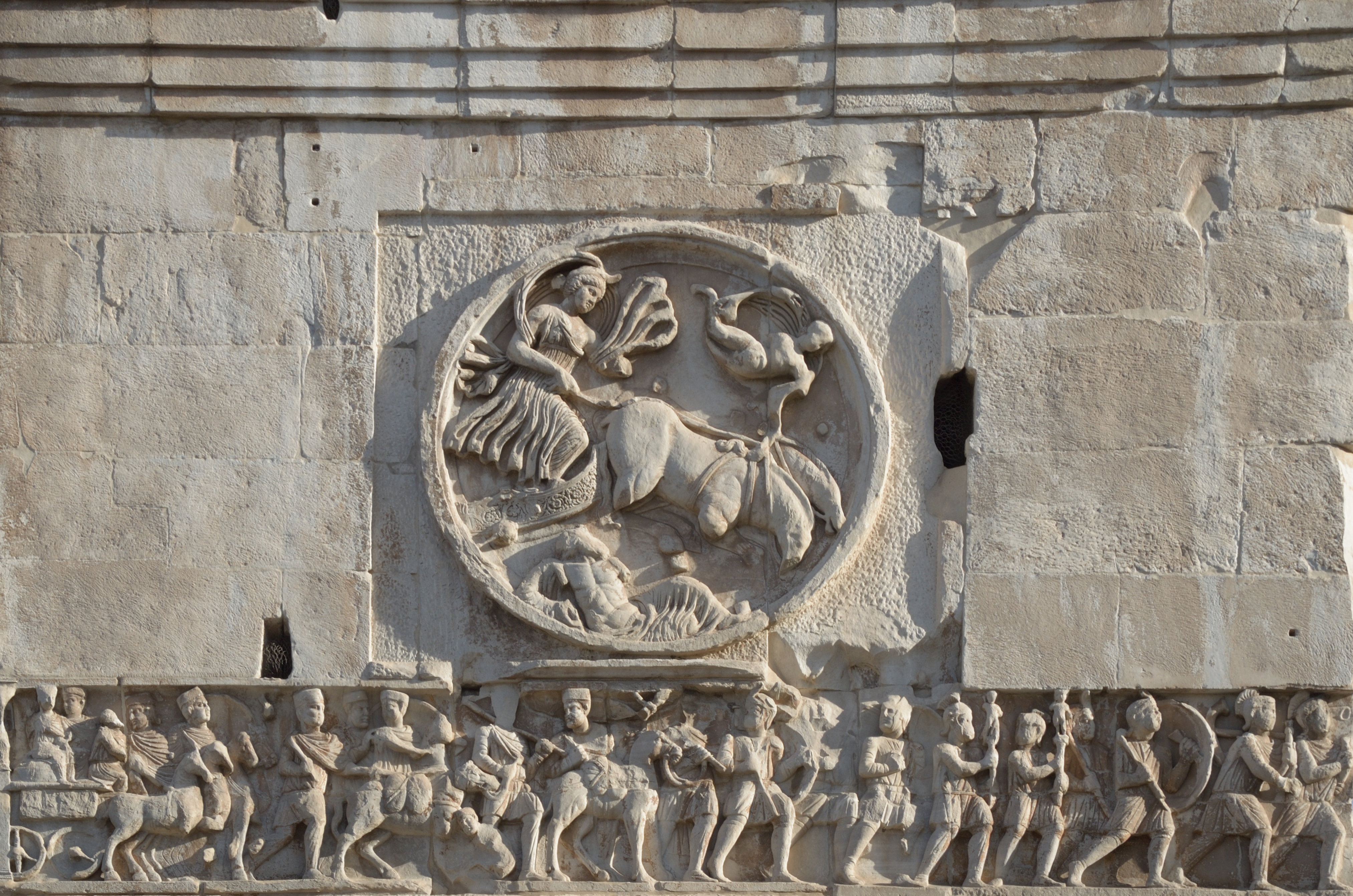
Uno de los tondos o medallones del arco.
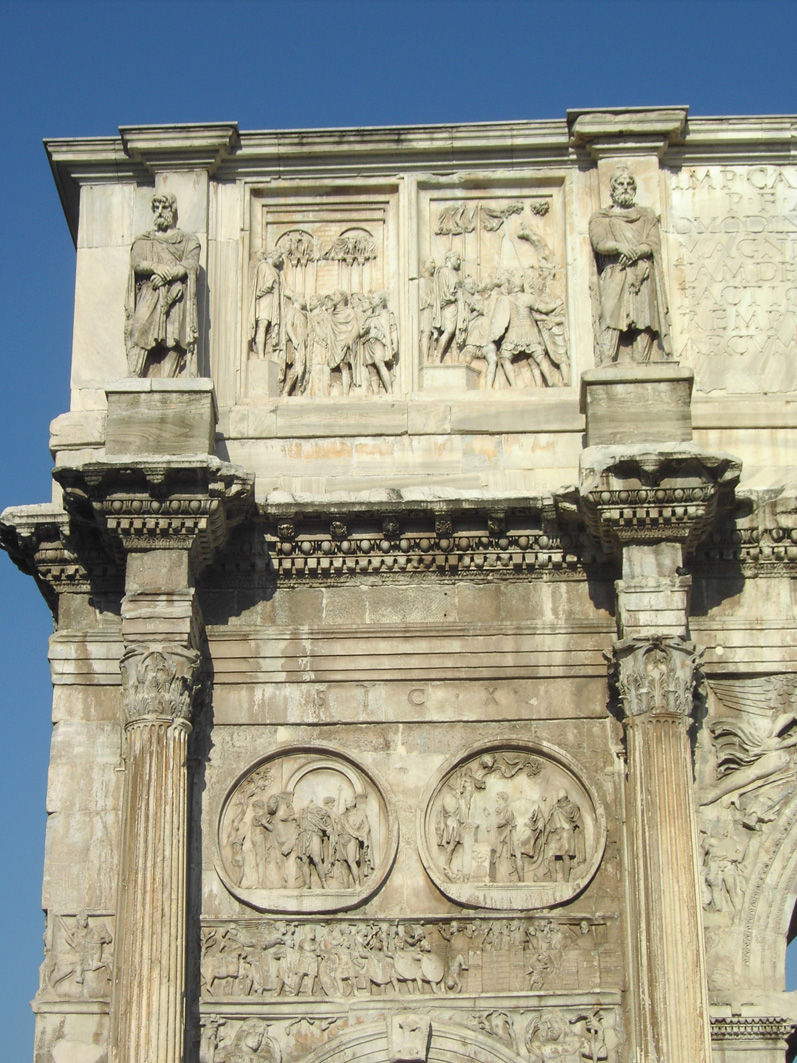
Detalle del arco (lado sur, izquierda).
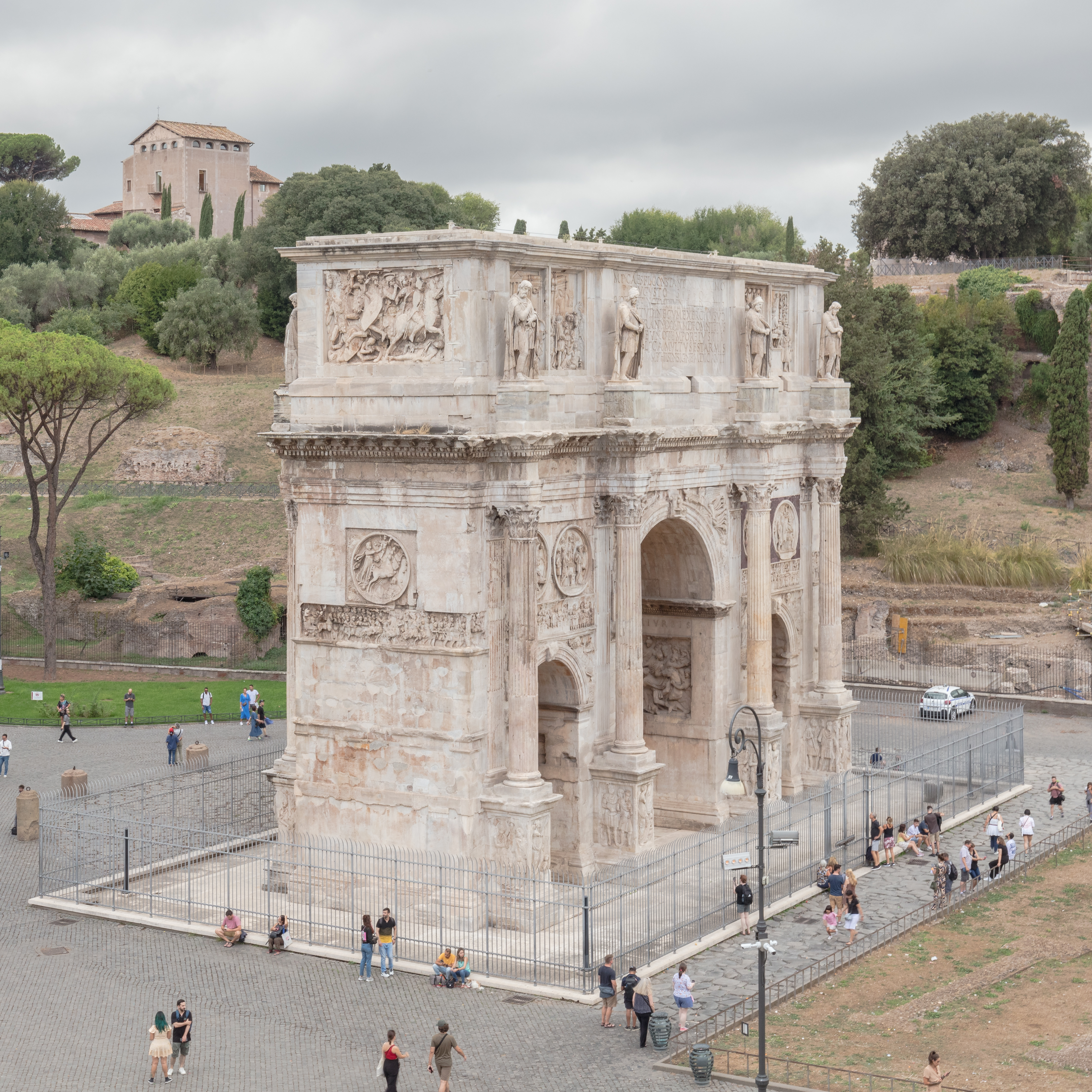
Vista desde el Coliseo.
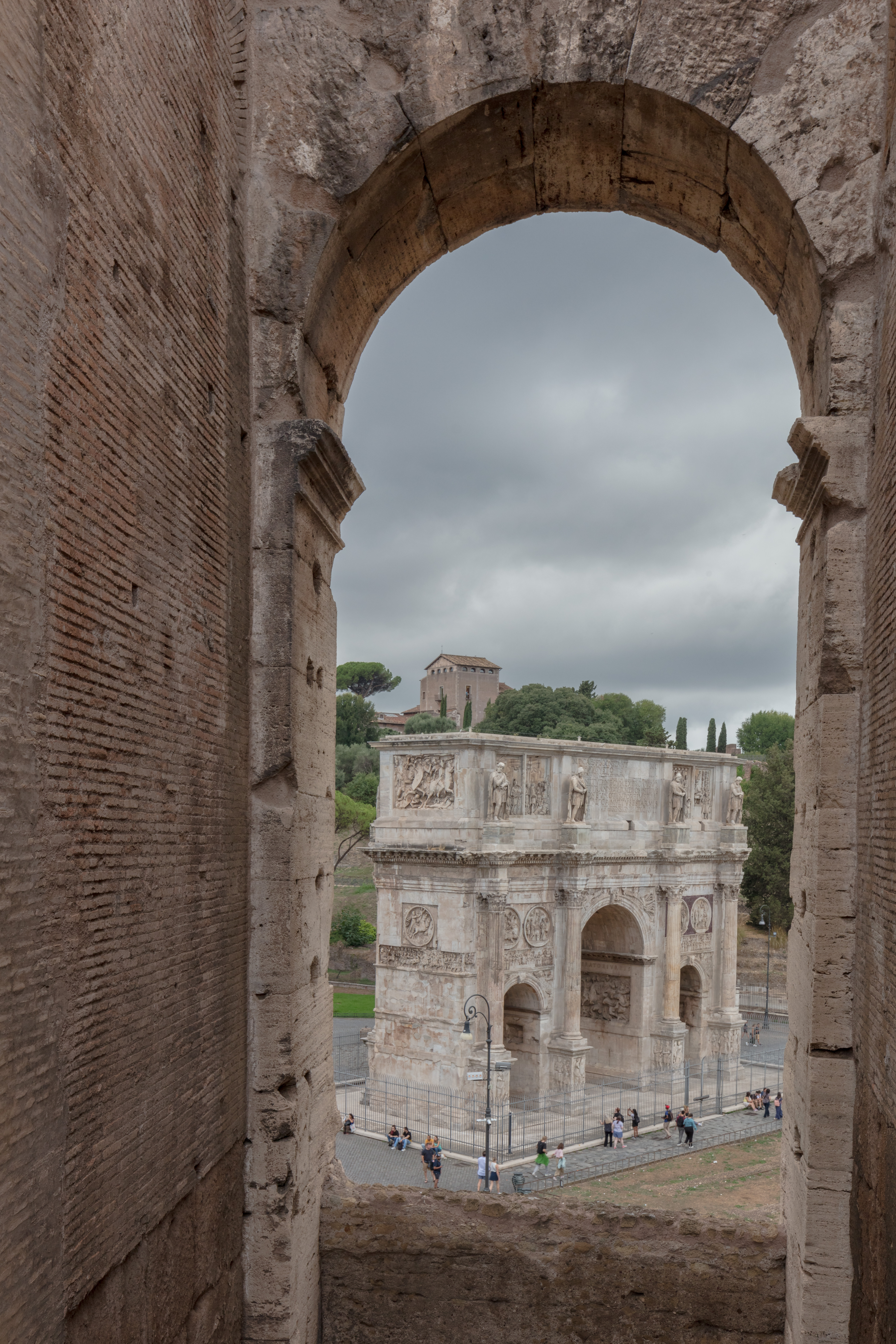
Juego de arcos.
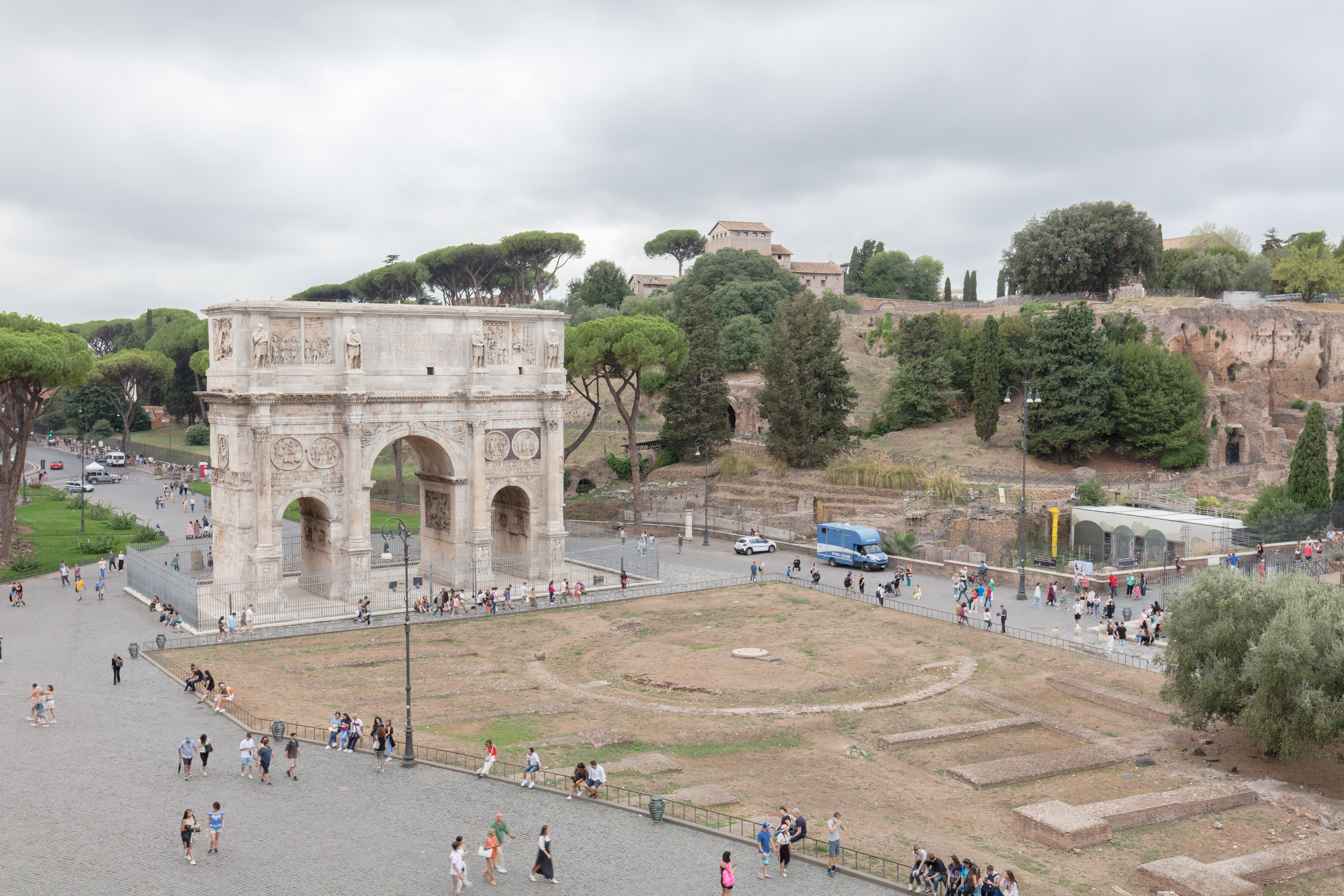
Vista lejana.
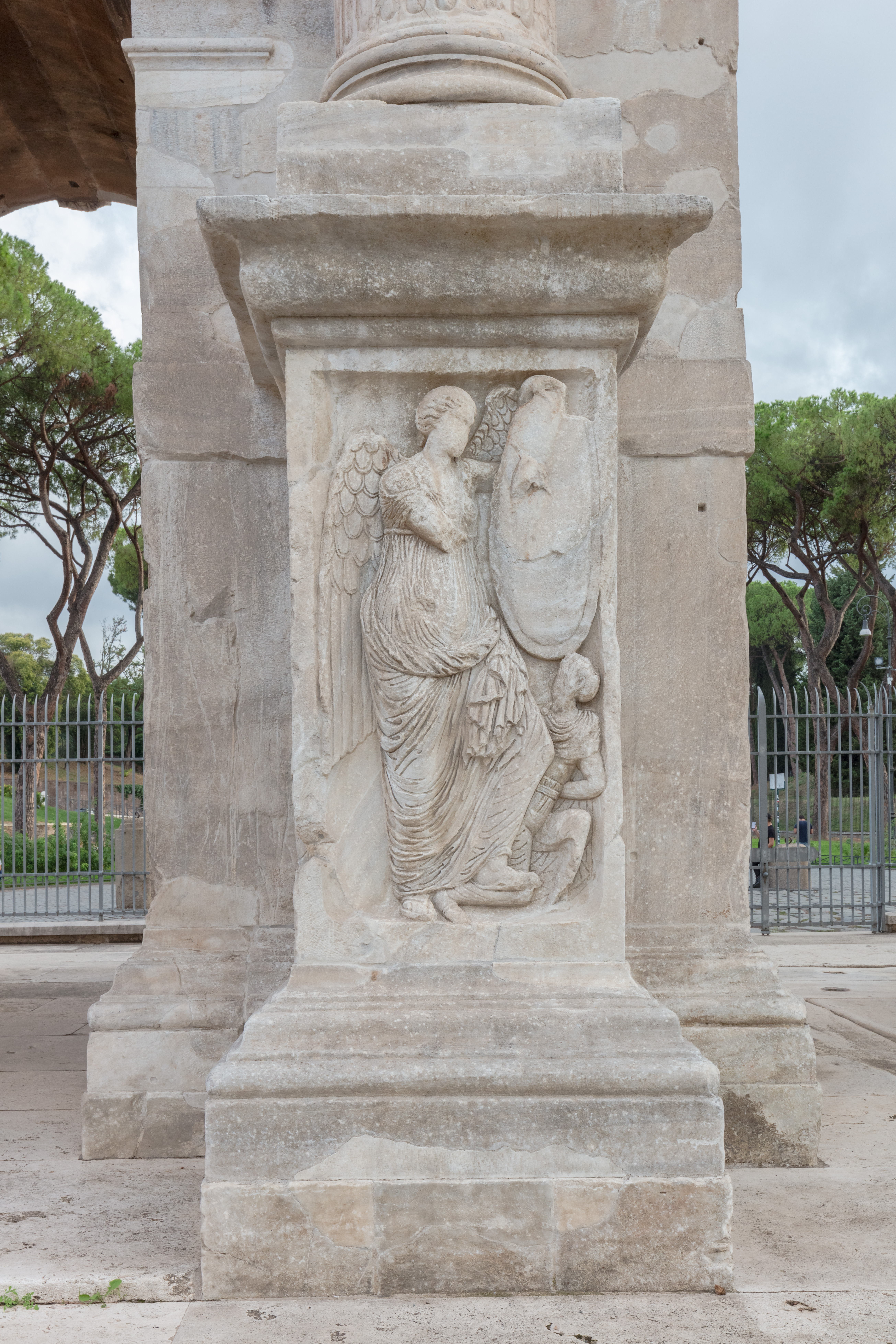
Detalle.
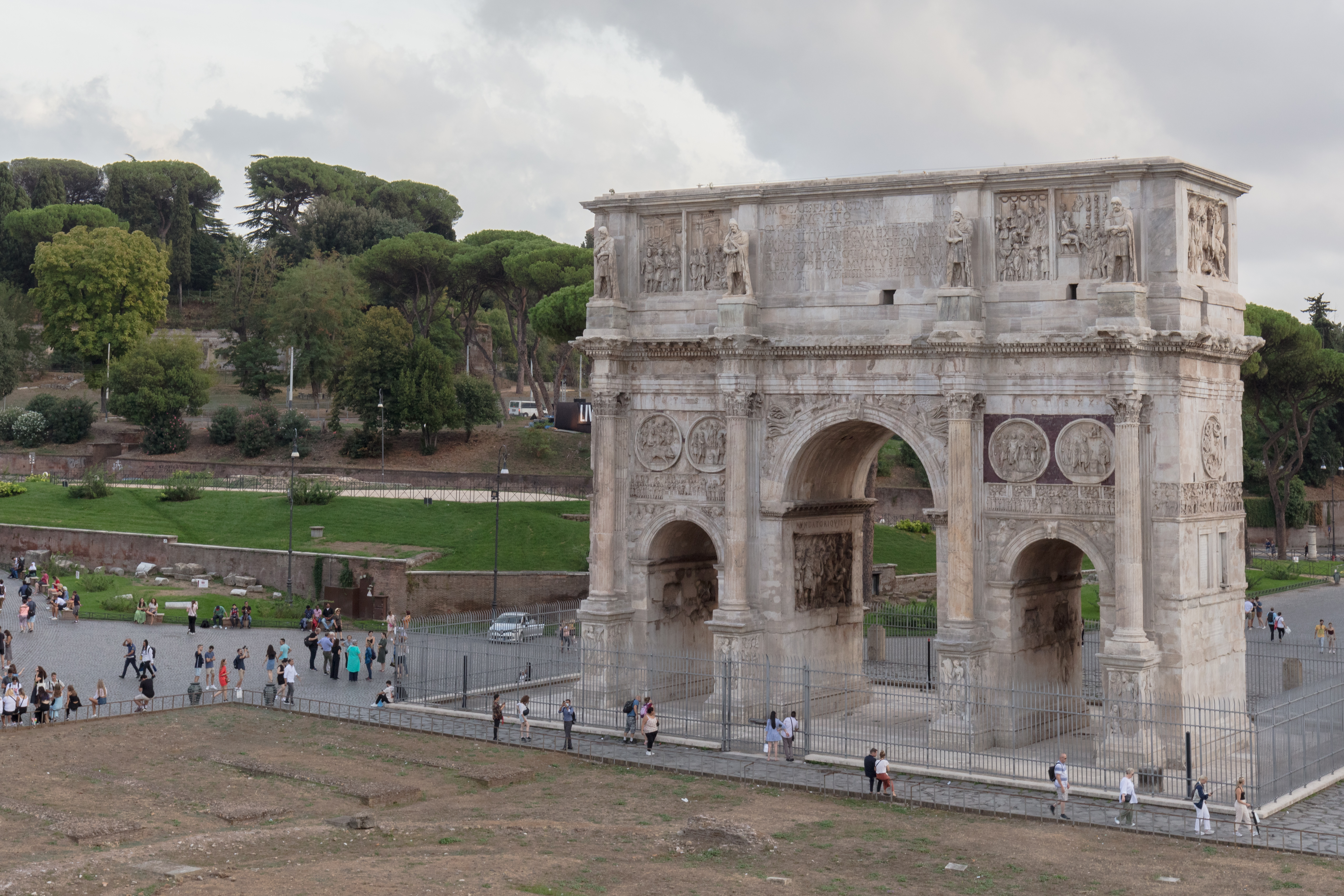
Vista desde el Foro Palatino.
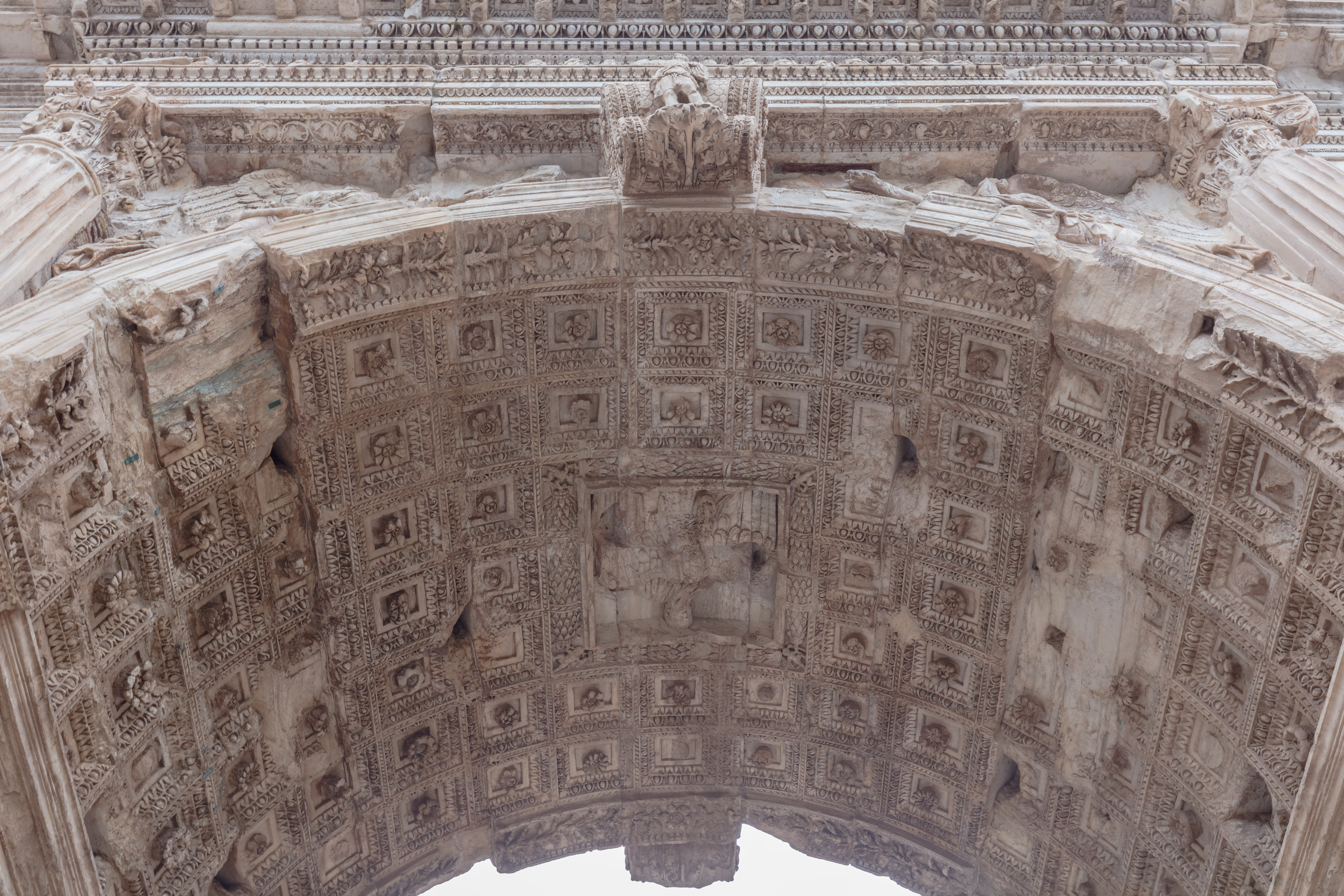
Interior del arco (el intradós).

## Webgrafía
- Ruiza, M., Fernández, T. y Tamaro, E. (2004). Constantino. Biografía. Recuperado de En Biografías y Vidas. La enciclopedia biográfica en línea. Barcelona (España).
- https://arte.laguia2000.com/arquitectura/arco-de-constantino
- http://www.diariosigloxxi.com/texto-diario/mostrar/70438/constantino-creador-iglesia-catolica-emperador-pagano-goberno-mano-hierro
- https://www.lacamaradelarte.com/2019/02/arco-de-constantino.html Archivado el 13 de julio de 2020 en Wayback Machine.
- https://www.disfrutaroma.com/arco-constantino